# Paippad
Paippad es una ciudad censal situada en el distrito de Kottayam en el estado de Kerala (India). Su población es de 21338 habitantes (2011). Se encuentra a 22 km de Kottayam y a 96 km de Cochin.

## Demografía
Según el censo de 2011 la población de Paippad era de 21338 habitantes, de los cuales 10321 eran hombres y 11017 eran mujeres. Paippad tiene una tasa media de alfabetización del 97,70%, superior a la media estatal del 94%: la alfabetización masculina es del 97,98%, y la alfabetización femenina del 97,45%.